# Richard Wetz

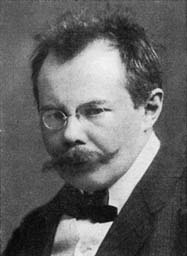
Richard Wetz

Richard Wetz (* 26. Februar 1875 in Gleiwitz (Oberschlesien); † 16. Januar 1935 in Erfurt) war ein deutscher Komponist, Dirigent, Musikpädagoge und Musikschriftsteller. Seine Musik ist in einem spätromantischen Stil gehalten und an den Traditionen des 19. Jahrhunderts orientiert, die Wetz eigenständig weiterzuführen suchte. Er gilt als bedeutendster in Thüringen wirkender Komponist der Zwischenkriegszeit, unterrichtete seit 1911 an dem neu gegründeten Thüringer Konservatorium für Musik in Erfurt und war ab 1916 eine herausragende Lehrerpersönlichkeit in der Geschichte der Weimarer Musikhochschule.

## Leben

### 1875–1906: Jugend und Wanderjahre
Richard Wetz wurde 1875 als Sohn des aus Österreich eingewanderten Kaufmanns Georg Wetz (1849–1903) und dessen Frau Klara geb. Mucha (1852–1906) im oberschlesischen Gleiwitz geboren. Er hatte eine jüngere Schwester, Else (1877–1929), die ihr späteres Leben als Ordensfrau verbrachte. Zwar besaß Wetz’ Familie ein Klavier, sie war aber nicht sonderlich an Musik interessiert. Somit erhielt der junge Richard, der sich bereits früh zur Musik hingezogen fühlte, erst im Alter von acht Jahren einen geregelten Klavierunterricht, erprobte sich allerdings schon sehr bald autodidaktisch im Komponieren kleinerer Klavierstücke und Lieder. Nach eigenen Aussagen fasste er den Entschluss, sein Leben der Musik zu widmen, nachdem er im Alter von 13 Jahren das erste Mal Wolfgang Amadeus Mozarts „große g-Moll-Sinfonie“ gehört hatte.
Nach bestandenem Abitur ging Wetz 1897 nach Leipzig, um am dortigen Konservatorium, unter anderem bei Carl Reinecke und Salomon Jadassohn, zu studieren. Nach nur 6 Wochen brach er allerdings sein Studium aus Enttäuschung über den seiner Meinung nach zu akademischen Unterricht wieder ab und zog es vor, sich von dem ehemaligen Leiter der Leipziger Singakademie, Richard Hofmann, und anschließend von Alfred Apel, einem Schüler Friedrich Kiels, Privatstunden erteilen zu lassen. Parallel dazu nahm er an der Leipziger Universität unter anderem Studien der Philosophie, Psychologie und Literaturwissenschaft auf. Er vertiefte sich in die Werke zahlreicher Dichter: Friedrich Hölderlin, Heinrich von Kleist, Gottfried Keller, Wilhelm Raabe und besonders Johann Wolfgang von Goethe erlangten für ihn nachhaltige Bedeutung. Ebenfalls wurde er Anhänger der philosophischen Ideen Arthur Schopenhauers. Im Herbst 1899 verließ Richard Wetz Leipzig und zog nach München. Dort begann er ein weiteres Mal, Musik zu studieren, und übte sich unter der Anleitung Ludwig Thuilles vor allem in Kontrapunkt und Fuge.
Bereits 1900 zog es Wetz nach Stralsund fort, wo ihm durch Unterstützung Felix Weingartners eine Anstellung als Theaterkapellmeister verschafft wurde. Einige Monate später befand er sich in gleicher Funktion in Barmen (heute zu Wuppertal), kurze Zeit danach (ohne Anstellung) wieder in Leipzig. Hier bildete er sich in musikhistorischer Hinsicht auf eigene Faust weiter, indem er Partituren klassischer Komponisten genauso eifrig studierte wie diejenigen modernerer Verfasser. Seine wichtigsten Leitsterne für die Zukunft wurden ihm Anton Bruckner und Franz Liszt.

### 1906–1935: Wirken in Erfurt und Weimar

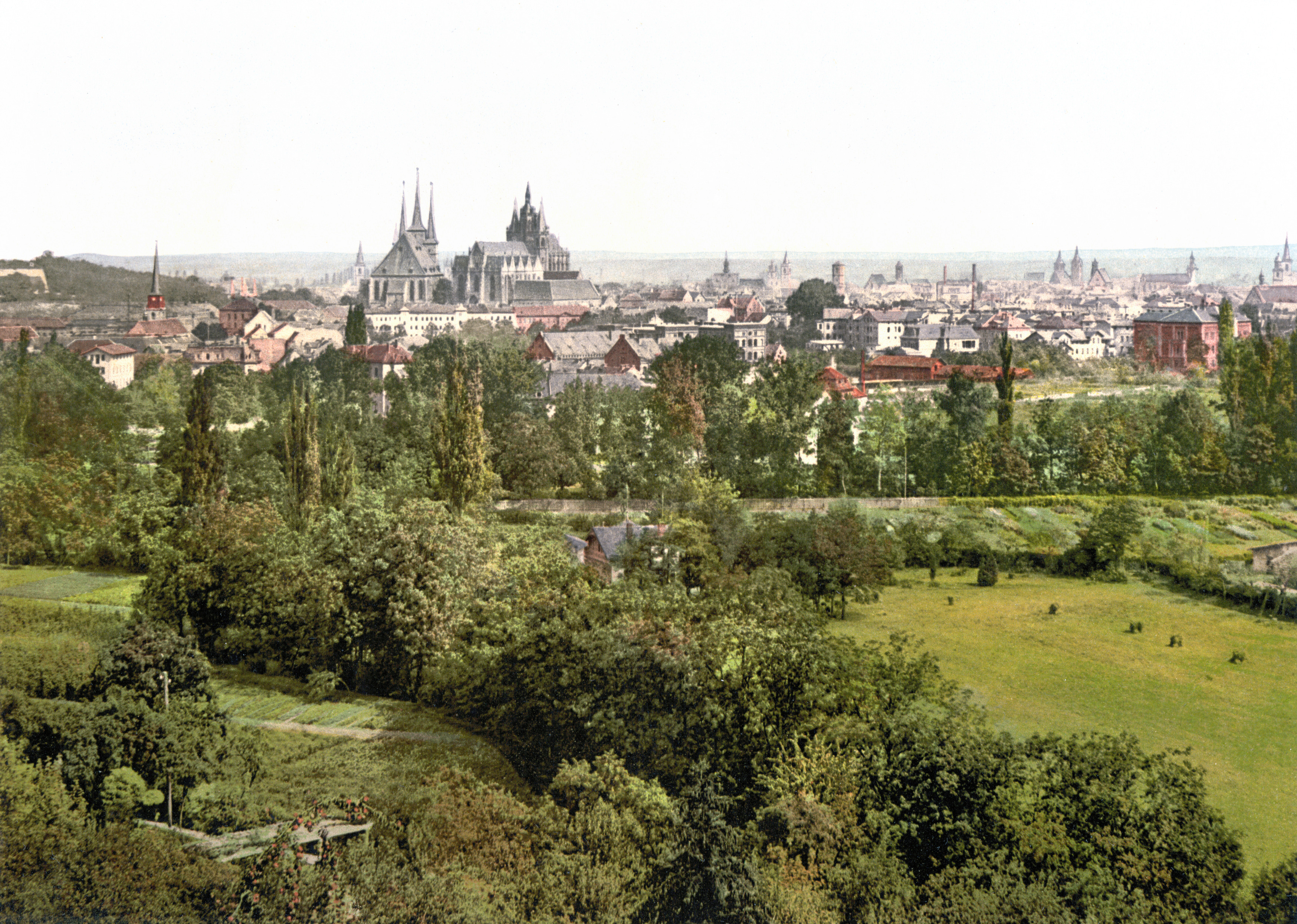
Erfurt um 1900

Im Jahr 1906 wurde Richard Wetz als Leiter des dortigen Musikvereins nach Erfurt berufen. Er fand bald großes Gefallen an der Stadt und blieb dort bis an sein Lebensende wohnhaft. Von seinen kompositorischen Arbeiten hatte Wetz bisher fast ausschließlich Klavierlieder veröffentlicht, sich aber auch zweimal an der Form der Oper versucht. Zu den beiden Werken Judith op. 13 und Das ewige Feuer op. 19 schrieb der Komponist selbst das Libretto. Der Einakter Das ewige Feuer wurde 1907 in Hamburg und Düsseldorf aufgeführt, beide Male mit wenig Erfolg. Diesen allerdings erlangte Wetz schon ein Jahr später umso größer mit seiner Kleist-Ouvertüre op. 16, welche Arthur Nikisch in Berlin dirigierte.
In den folgenden Jahren widmete Wetz sich, neben seiner Tätigkeit im Musikverein und dem Unterricht am Thüringer Landeskonservatorium Erfurt (1911–1921, Komposition und Musikgeschichte), verstärkt dem Dirigat von diversen Chören (neben der Erfurter Singakademie, 1914/15 dem Riedelschen Gesangverein in Leipzig und seit 1918 auch dem Engelbrechtschen Madrigalchor), sowie der Komposition von Chormusik, sowohl a cappella als auch mit Orchesterbegleitung. Unter diesen sind besonders der Gesang des Lebens op. 29, Hyperion op. 32 und eine Vertonung des Dritten Psalms op. 37 zu nennen. Sie stellen allerdings nur die Vorstufe zu seinen späteren Hauptwerken dar: 1917 vollendete Wetz seine erste Sinfonie c-Moll op. 40. Die Sinfonien Nr. 2 A-Dur op. 47 und Nr. 3 b-Moll op. 48 folgten 1919 und 1922. Parallel dazu arbeitete der Komponist an seinen zwei Streichquartetten f-Moll op. 43 und e-Moll op. 49. Anschließend widmete er sich wieder der Arbeit an Chormusik, nun allerdings größer dimensionierten Werken als zuvor: So entstanden das Requiem h-Moll op. 50 und das Weihnachtsoratorium auf alt-deutsche Gedichte op. 53, seine wohl bedeutendsten Kompositionen. Auch als Musikschriftsteller wurde Wetz aktiv und verfasste Monografien über seine verehrten Vorbilder Bruckner (1922) und Liszt (1925) sowie den gleichermaßen hochgeschätzten Ludwig van Beethoven (1927).
Seit Oktober 1916 unterrichtete Wetz als Dozent für Musikgeschichte, Kontrapunkt, Instrumentation und Komposition an der Großherzoglichen Musikschule in Weimar, der heutigen Hochschule für Musik Franz Liszt. 1920 wurde er dort zum Professor ernannt. Zu den zahlreichen Schülern, die er im Laufe der Jahre unterrichtete, zählten u. a. Walter Rein, Werner Trenkner und Michael Schneider.

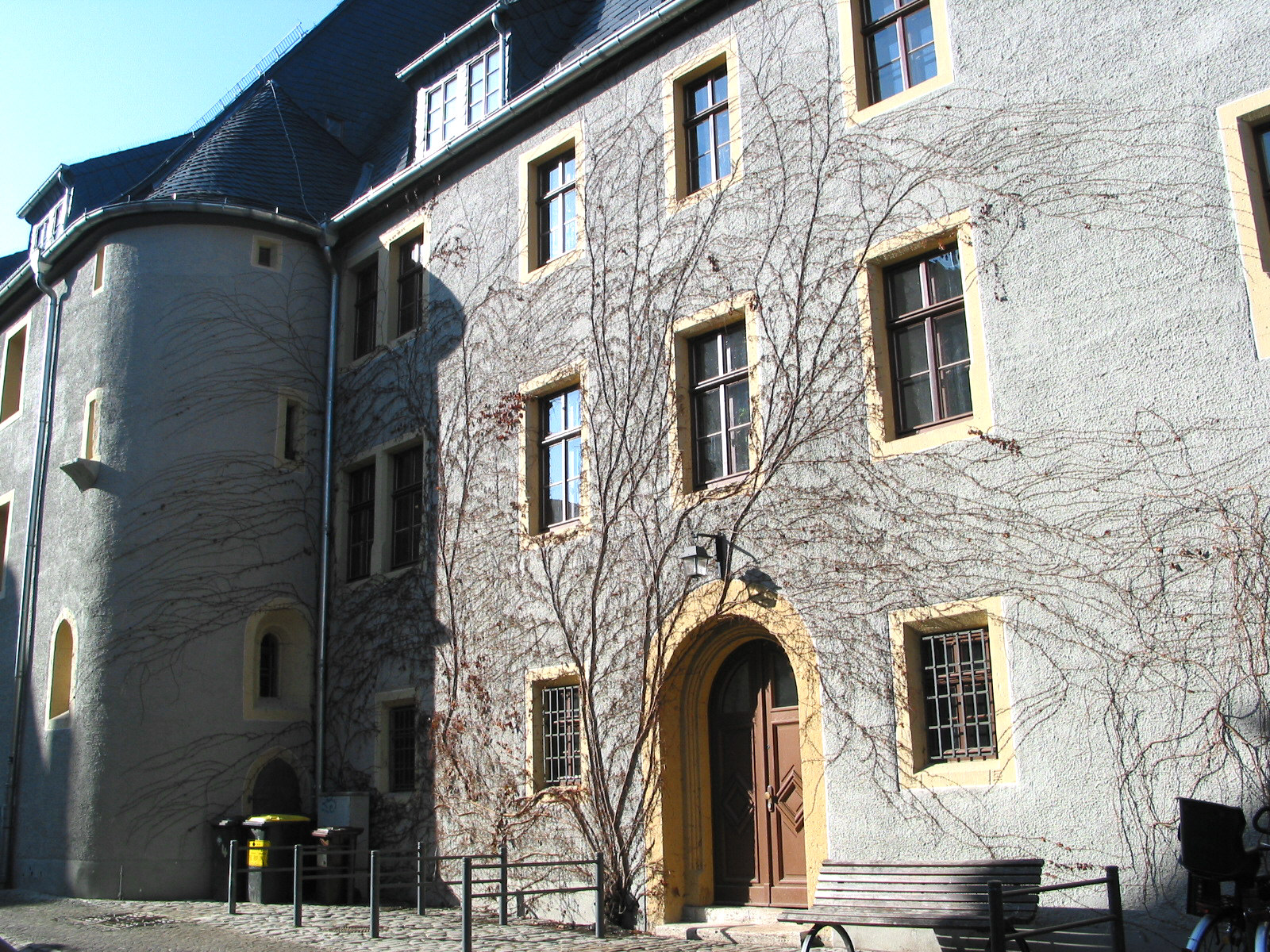
Das Gebäude „Am Palais“ in Weimar, zur Zeit von Richard Wetz der Hauptsitz der Musikhochschule

Im Oktober 1923 fand in Erfurt auf Betreiben des großen Freundeskreises von Wetz ein viertägiges „Erfurter Musikfest“ statt, bei dem ausschließlich Werke von Wetz erklangen, u. a. seine drei Sinfonien. Zwar legte er die offizielle Leitung des Erfurter Musikvereins 1925 nieder, doch blieb er auch weiterhin die angesehenste Figur des Musiklebens der Stadt. 1928 wurde Wetz, gleichzeitig mit Igor Strawinski, zum Auswärtigen Mitglied der Preußischen Akademie der Künste ernannt. Kurze Zeit später ereilte ihn der Ruf an die Berliner Musikhochschule, den er, mittlerweile zu einem der erfolgreichsten Kompositionslehrer im mitteldeutschen Raum avanciert, jedoch zu Gunsten seiner Ämter in Erfurt und Weimar ausschlug. In den 1930er Jahren wurde Wetz zunehmend von der Arbeit an der Weimarer Musikhochschule in Anspruch genommen, was sich hemmend auf seine kompositorische Arbeit auswirkte. Die letzte größere Komposition, die er fertigstellte, ist das Violinkonzert h-Moll op. 57, beendet 1933. Im selben Jahr war er im Gespräch, als es um die Besetzung des vakanten Direktorenpostens der Hochschule ging, aber ihm wurde schließlich Felix Oberborbeck vorgezogen. Wetz trat zum 1. Mai 1933 der NSDAP bei. 
Im Rahmen der Kooperation zwischen dem Deutschen Gemeindetag und der Reichsmusikkammer ernannte ihn die Stadt Erfurt 1934 zum Musikbeauftragten. Im Oktober dieses Jahres wurde bei Wetz Lungenkrebs diagnostiziert, wohl eine Folge übermäßigen Rauchens. Seine letzte Arbeit, das Oratorium Liebe, Leben, Ewigkeit nach Texten Goethes, mit dem er seinem Lieblingsdichter ein Denkmal setzen wollte, blieb unvollendet. Richard Wetz starb am 16. Januar 1935 in Erfurt, noch keine 60 Jahre alt. Sein Kompositionsschüler Werner Trenkner erklärte sich bereit, die weit gediehenen Skizzen des Goethe-Oratoriums zu vollenden, scheiterte jedoch am Widerspruch des Nachlassverwalters. Von dem Werk blieb nur das Textbuch erhalten, während die Musik als verschollen gilt.
Richard Wetz war nicht verheiratet. Sein Grab befindet sich auf dem Hauptfriedhof Erfurt.

## Rezeption
Wetz verbrachte den Großteil seines Lebens in Erfurt und legte es nicht darauf an, in einer der großen Musikmetropolen zu wirken, was eventuell seine Karriere als Komponist und Dirigent befördert hätte. Dennoch erreichte er in den 1920er Jahren allmählich deutschlandweite Anerkennung, was sich u. a. auch in der Ernennung zum Mitglied der Preußischen Akademie der Künste widerspiegelte. In Fachkreisen wurde er durchaus geschätzt, erlangte jedoch nie in der Musikwelt den Bekanntheitsgrad etwa eines Richard Strauss oder Hans Pfitzner. Die Aufführungssituation seiner Kompositionen kommentierte er 1932 folgendermaßen: „Meiner Musik geht es merkwürdig: wo sie erklingt, ergreift sie aufs tiefste; aber es wird ihr selten Gelegenheit dazu gegeben.“
Der bedeutendste Interpret von Wetz’ Werken war der Dirigent Peter Raabe, der alle Sinfonien des Komponisten uraufgeführt hatte und kurz nach dessen Tod 1935 zum Vorsitzenden der Reichsmusikkammer ernannt wurde. Aufgrund ihres spätromantisch-konservativen Stils, der den offiziell erwünschten Kunstvorstellungen nicht zuwiderlief, erfuhr Wetz’ Musik auch im NS-Staat anhaltende Wertschätzung. 1943 rief Raabe in Gleiwitz eine Richard-Wetz-Gesellschaft ins Leben, deren Wirken aber durch den Zweiten Weltkrieg stark eingeschränkt blieb. In der Nachkriegszeit geriet Wetz, wie viele ästhetisch ähnlich ausgerichtete Komponisten, relativ schnell in Vergessenheit, da die Prioritäten des musikalischen Lebens nun bei moderneren Stilrichtungen lagen.
Bis in die 90er Jahre hinein finden sich in einigen Konzertführern kurze Einträge zu Richard Wetz, in denen auch die hohe Qualität seiner Kompositionen hervorgehoben wird. Auch Festveranstaltungen zu seinen Ehren fanden gelegentlich statt, vor allem in Erfurt und an der Weimarer Musikhochschule. Insgesamt sank Wetz jedoch zu einer Fußnote in der Musikgeschichte herab. Erst in jüngster Zeit beginnt man, wieder verstärkt auf sein Schaffen aufmerksam zu werden, was sich auch in CD-Einspielungen niederschlug. Dirigenten, die sich hierbei um Wetz besonders verdient machten, sind Roland Bader, Werner Andreas Albert und George Alexander Albrecht. Als Zentrum der Wetz-Pflege kann nach wie vor Erfurt gelten, wo auch in Konzerten mittlerweile wieder mehrere seiner Werke zu hören waren, darunter 2003 das Requiem und 2007 sowie 2010 das Weihnachtsoratorium.
1994 ließ das auf Klassik-Ersteinspielungen spezialisierte Klassiklabel cpo seine erste Sinfonie einspielen (Krakauer Philharmonie, Roland Bader), 1999 seine zweite (Staatsphilharmonie Rheinland-Pfalz, Werner Andreas Albert) und 2001 seine dritte.

## Stil

### Komponist im Abseits
Betrachtet man das Leben von Richard Wetz, so ist es nicht verwunderlich, dass ihn bereits 1929 „Riemanns Musiklexikon“ als „ein[en] nicht leicht einzuordnende[n] Einzelgänger“ erwähnt. Er stand relativ wenig in Kontakt mit anderen Komponisten und neuartige Errungenschaften von Altersgenossen, genannt seien Arnold Schönberg, Maurice Ravel oder auch Franz Schreker, ließen ihn entweder völlig kalt oder trieben den zunehmend vom Kulturpessimismus Vereinnahmten dazu, teilweise recht heftig dagegen zu polemisieren. Wetz am nächsten in der geistigen Haltung verwandt waren weitere Bewahrer der Traditionen des 19. Jahrhunderts, wie etwa Hans Pfitzner und Siegmund von Hausegger, mit denen er übrigens auch seine deutschnationale Einstellung teilte. Auch war er nach eigenen Aussagen beim Komponieren auf eine vertraute Umgebung angewiesen: „Ich kann nur bei mir zuhause komponieren. Weder in einer Sommerfrische noch während längeren Besuchen habe ich je etwas geschaffen“; so der Komponist über sich selbst. Aussagen wie diese erklären zum Beispiel, warum Wetz erst nach Beendigung seiner Wanderjahre in Erfurt begann, sich verstärkt der Komposition von Sinfonien und größeren Chorwerken zu widmen, aber auch, warum er später alle Angebote für lukrativere Arbeitsplätze ablehnte.

### Kompositorische Entwicklung
Die an Isolation grenzende Abgeschiedenheit vom Hauptstrom des deutschen Musiklebens der damaligen Zeit erlaubte es Wetz, sich ganz auf die Entwicklung seines eigenen Personalstiles zu konzentrieren:
Wie bereits erwähnt, verfasste der Komponist in seiner Frühzeit beinahe nur Lieder. Auch in späteren Lebensjahren blieb er dieser Gattung treu, wenn auch in quantitativ eingeschränkterer Form, sodass den bei weitem größten Teil seines Schaffens Liedkompositionen darstellen. Somit kann Wetz als einer der wichtigsten Liedmeister seiner Generation gelten. Maßgebend auf diesem Gebiet waren für ihn vor allem die entsprechenden Werke von Franz Schubert, Liszt, Peter Cornelius und Hugo Wolf. Neben den Liedern versuchte er sich auch an mehreren Orchesterwerken, von denen er aber nur die Kleist-Ouvertüre, ein vom tragischen Schicksal des von ihm hochverehrten Dichters inspiriertes Werk, gelten ließ. Sie avancierte später zu seiner meistgespielten Komposition. Die erste Schaffensperiode des Komponisten kulminiert in seinen zwei in ihrer symphonischen Konzeption von Richard Wagner beeinflussten, aber wenig bühnenwirksamen Opern Judith und Das ewige Feuer, von denen die erste nie zur Aufführung kam. Die Arbeit an seiner dritten Oper Savitri, die er bezeichnenderweise zeitweilig zum Oratorium umzuarbeiten gedachte, brach Wetz 1907 nach drei Szenen ab. Danach kehrte er nicht mehr zur musikdramatischen Komposition zurück.
Der Schaffensschwerpunkt verlagerte sich am Anfang der Erfurter Jahre auf Chormusik. Bis zum Ersten Weltkrieg entstand an Instrumentalwerken lediglich eine Sonate für Violine solo. Angeregt durch Bruckners Sinn für klare Formstrukturen und organisches Wachsen der Musik sowie Liszts harmonische Neuerungen durchlief Wetz’ Tonsprache nun einen Festigungsprozess, als dessen vorläufiges Ergebnis die relativ kurz hintereinander komponierten Symphonien entstanden. In ihnen bestätigt sich ein Satz, den der Komponist schon 1897 in einem Brief mitteilte: „Die alte und die neue Richtung kämpfen in mir gewaltig, die alte wird siegen.“ Es verwundert also nicht, dass alle drei Werke dem damals gepflegten spätromantischen Sinfonietypus konservativer Prägung entsprechen. Allerdings zeigen sie im Ausdruck eine ausgesprochene Eigenpersönlichkeit, die Wetz nicht als Epigonen, sondern als in der Auseinandersetzung mit der Tradition selbständigen Erben erscheinen lässt. Zwar werden auch wuchtige Ausbrüche und humoristische Wendungen nicht gescheut, es dominiert jedoch über weite Strecken eine eher introvertierte Stimmung. Auch für Wetz’ Abgeschiedenheit vom übrigen Musikbetrieb lassen sich in ihnen Anhaltspunkte finden: So endet die erste Sinfonie zum Beispiel in der Anfangstonart c-Moll, ohne (wie dies auch Bruckner tat) sich ins helle Dur aufzulösen; ein Einfall wie er für den damaligen Zeitgeist nicht gerade typisch war. Die beiden Streichquartette stehen insgesamt betrachtet den Sinfonien sehr nahe, weisen jedoch bereits mit ihrem sparsameren Einsatz der kompositorischen Mittel über sie hinaus.

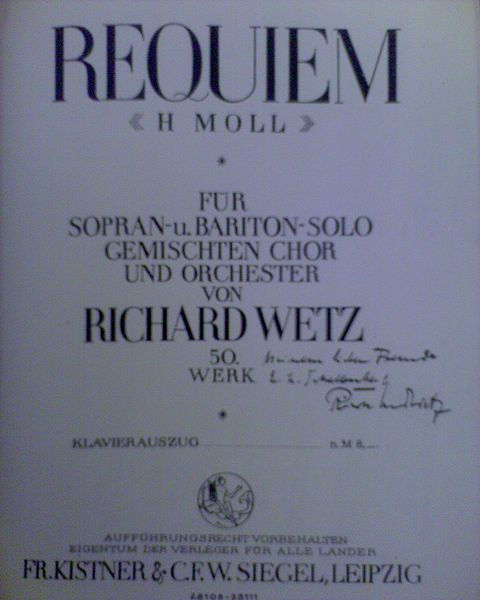
Requiem h-Moll op. 50; Klavierauszug mit eigenhändiger Widmung vom Komponisten: „Meinem lieben Freunde E. L. Schellenberg.“

In den späteren Werken verfeinerte Richard Wetz seinen Stil zunehmend. So finden nun in noch stärkerem Maße chromatische Harmonien Eingang in seine Tonsprache, die die Grenzen der Tonalität stellenweise nicht mehr klar einhalten. Insgesamt macht sich auch eine größere Hinwendung zur Polyphonie und damit einhergehend eine stärkere Verdichtung des Satzes bemerkbar, am ausgeprägtesten wohl in dem Orgelstück Passacaglia und Fuge op. 55 von 1930. In seinen Meisterwerken, dem Requiem und dem Weihnachtsoratorium, gelingt Wetz eine hervorragende Synthese aus Sinfonik und Vokalmusik, in der er seine gesammelten Erfahrungen überhöhend zusammenfasst. Das einsätzige Violinkonzert, das in seiner an Liszt gemahnenden, freien Formanlage im Gesamtwerk des Komponisten einzig dasteht, scheint, darin den Streichquartetten ähnlich, nahtlos in eine neue Schaffensperiode überzuleiten, zu deren vollständiger Ausprägung es aber nicht mehr kommen sollte.
Krankheit und Tod haben die weitere Entwicklung des Komponisten Richard Wetz vorzeitig abbrechen lassen, trotzdem bleibt er „eines der großen und unverkennbaren Talente der deutschen Spätromantik“ (Reinhold Sietz in Die Musik in Geschichte und Gegenwart, 1968).

## Werke (Auswahl)
Das Werkverzeichnis von Richard Wetz umfasst 58 Opuszahlen. Dazu treten eine kleine Anzahl von ohne Nummerierung veröffentlichten Kompositionen. Op. 1–4 und op. 6 gelten als nicht mehr auffindbar, einige weitere mit Opuszahlen versehene Frühwerke erklärte der Komponist später für ungültig.

### Opern
- Judith op. 13 (1903, 3 Akte; Libretto: Richard Wetz)
- Das ewige Feuer op. 19 (1904, 1 Akt; Libretto: Richard Wetz)
- Savitri (1907, unvollendet; Libretto: Richard Wetz)

### Chorwerke
- Traumsommernacht op. 14 für Frauenchor und Orchester (1904)
 (Aufnahme: Kammerchor der Musikhochschule Augsburg, Staatsphilharmonie Rheinland-Pfalz, Werner Andreas Albert, 2004, cpo)
- Gesang des Lebens op. 29 für Knabenchor und Orchester (1908)
 (Aufnahme: Staatsphilharmonie und Landesjugendchor Rheinland-Pfalz, Werner Andreas Albert, 2001, cpo)
- Chorlied aus Oedipus auf Colonos „Nicht geboren ist das Beste“ op. 31 für gemischten Chor und Orchester (nach Sophokles, 1901)
- Hyperion op. 32 für Bariton, gemischten Chor und Orchester (nach Hölderlin, 1912)
 (Aufnahme: Markus Köhler, Kammerchor der Musikhochschule Augsburg, Staatsphilharmonie Rheinland-Pfalz, Werner Andreas Albert, 2004, cpo)
- Der dritte Psalm op. 37 für Bariton, gemischten Chor und Orchester (1914)
- Vier geistliche Gesänge (Kyrie, Et incarnatus est, Crucifixus, Agnus Dei) für gemischten Chor a cappella op. 44 (1918)
- Vier altdeutsche geistliche Gedichte für gemischten Chor a cappella op. 46 (1924), darunter:
  - Kreuzfahrerlied op. 46/4 (nach Hartmann von Aue in neuhochdeutsche Nachdichtung von Will Vesper.[4])
- Requiem h-Moll op. 50 für Sopran, Bariton, gemischten Chor und Orchester (1927)
 (Aufnahme: Marietta Zumbült, Mario Hoff, Dombergchor Erfurt, Philharmonischer Chor Weimar, Thüringisches Kammerorchester Weimar, George Alexander Albrecht, 2003, cpo)
- Nacht und Morgen, Liederzyklus für gemischten Chor a cappella op. 51 (nach Eichendorff, 1926)
- Ein Weihnachts-Oratorium auf alt-deutsche Gedichte op. 53 für Sopran, Bariton, gemischten Chor und Orchester (1929)
 (Aufnahme: Marietta Zumbült, Máté Sólyom-Nagy, Dombergchor Erfurt, Philharmonischer Chor Erfurt, Thüringisches Staatsorchester Weimar, George Alexander Albrecht, 2011, cpo)
- Liebe, Leben, Ewigkeit, unvollendetes Oratorium (nach Goethe, verschollen)

### Orchesterwerke
- Kleist-Ouvertüre d-Moll op. 16 (1903)
 (Aufnahme: Staatsphilharmonie Rheinland-Pfalz, Werner Andreas Albert, 1999, cpo)
- Sinfonie Nr. 1 c-Moll op. 40 (1916)
 (Aufnahme: Philharmonisches Orchester Krakau, Roland Bader, 1994, cpo)
- Sinfonie Nr. 2 A-Dur op. 47 (1920)
 (Aufnahme: Staatsphilharmonie Rheinland-Pfalz, Werner Andreas Albert, 1999, cpo)
- Sinfonie Nr. 3 b-moll op. 48 (1922, in B-Dur notiert und vom Komponisten als "B-Dur-Sinfonie" bezeichnet)
 (Aufnahme: Berlin SO, Erich Peter, 1981, Sterling)
 (Aufnahme: Staatsphilharmonie Rheinland-Pfalz, Werner Andreas Albert, 2001, cpo)
- Violinkonzert h-Moll op. 57 (1932)
 (Aufnahme: Ulf Wallin (Violine), Staatsphilharmonie Rheinland-Pfalz, Werner Andreas Albert, 2004, cpo)

### Kammermusik
- Sonate für Violine solo G-Dur op. 33 (1911)
- Streichquartett Nr. 1 f-Moll op. 43 (1916)
 (Aufnahme im Rahmen des International Music Score Library Project von Steve Jones im Playback-Verfahren, 2011)
- Streichquartett Nr. 2 e-Moll op. 49 (1923)
 (Aufnahme: „Streichquartette des 20. Jahrhunderts“, Mannheimer Streichquartett, 1995, MDG)

### Orgelmusik
- Passacaglia und Fuge d-Moll op. 55 (1930)
 (Aufnahme: „Wachet auf, ruft uns die Stimme“, Silvius von Kessel spielt symphonische Orgelmusik, 2000, Motette)
 (Aufnahme: „Orgelland Niederlausitz Vol.1“, Lothar Knappe, 2003, H'ART)
- Kleine Toccata e-Moll (1918)

### Klaviermusik
- Romantische Variationen über ein eigenes Thema op. 42 (1916)
- Fünf Klavierstücke op. 54 (1929)

### Lieder
- ca. 100 Klavierlieder (größtenteils zwischen 1897 und 1918 entstanden), darunter:
  - Sechs Lieder für mittlere Singstimme und Klavier op. 5
  - Fünf Gesänge für mittlere Singstimme und Klavier op. 9
  - Fünf Lieder für eine hohe Singstimme und Klavier op. 10
  - Fünf Gesänge für mittlere Stimme und Klavier op. 20
  - Drei Gedichte von Ernst Ludwig Schellenberg für Singstimme und Klavier op. 30
- Zwei Gesänge für mittlere Singstimme und kleines Orchester op. 52 (1926)

### Schriften
- Anton Bruckner. Sein Leben und Schaffen, 1922
- Franz Liszt, 1925
- Beethoven. Die geistigen Grundlagen seines Schaffens, 1927

## Ehrungen
- „Wetzstraße“ in Erfurt: im Todesjahr von Wetz 1935 so benannt
- „Richard-Wetz-Saal“ in der Domstraße 9 in Erfurt: 2005 so benannt. Probensaal des Erfurter Domchores
- „Deutsche Richard-Wetz-Gesellschaft“, 1948 gegründet